# Ashfaq Kayani
Le général Ashfaq Parvez Kayani (ourdou : اشفاق پرویز کیانی), né en avril 1952 à Gujar Khan, dans le Pendjab, est un militaire pakistanais, à la tête des Forces armées de son pays de 2007 à 2013. Il succède à Pervez Musharraf en tant que chef des armées le 28 novembre 2007 et occupe ce poste jusqu'au 29 novembre 2013. Kayani a précédemment été à la tête des services de renseignement pakistanais (ISI) de 2004 à 2007.
En mai 2008, le Time l'inclut dans sa liste des cent personnes les plus influentes au monde, et le considère ainsi comme l'homme le plus puissant du Pakistan, devant le président et le Premier ministre.

## Carrière militaire

### Chef de l'ISI
Après avoir été promus au rang de Lieutenant-général par le président et chef de l'armée Pervez Musharraf en 2003, il est ensuite nommé en octobre 2004 chef de l'Inter-Services Intelligence, les services de renseignement liés à l'armée. Il devient alors de fait l'un des plus importants membres de l'armée. À ce poste, il est confronté à de nombreuses difficultés, dont notamment à l'insurrection islamiste dans le Nord-Ouest qui prend de l'ampleur et à la multiplication des attentats-suicide. Dans les derniers jours, il s'occupe de dialoguer avec Benazir Bhutto (dirigeante du PPP) pour un éventuel partage du pouvoir avec Pervez Musharraf. 

### Chef de l'armée
Le 28 novembre 2007, il est promu au grade de chef de l'armée pakistanaise en remplacement de Pervez Musharraf qui abandonne officiellement son poste pour se consacrer à sa fonction de Président de la République.
Quelques mois après sa prise de fonction, le président Pervez Musharraf démissionne alors qu'un nouveau gouvernement démocratique, non lié à l'armée et hostile à Musharraf, émerge des élections législatives de 2008. Depuis, le Premier ministre Youssouf Raza Gilani a prolongé la fonction de Kayani pour trois ans au-delà de sa durée normale puisqu'il a atteint l'âge de la retraite.
À la fin de l'année 2011, le gouvernement civil est déstabilisé par l'affaire du « memogate » alors que le gouvernement, et plus particulièrement le président Asif Ali Zardari sont accusés d'avoir cherché le soutien des États-Unis pour prévenir un coup d'État militaire en échange d'un changement de politique sécuritaire qui inclurait le départ des dirigeants de l'armée.
Raheel Sharif lui succède le 29 novembre 2013.

## Sources
- (en) "The rise of Pakistan's 'quiet man'", Syed Shoaib Hasan, BBC, 27 novembre 2007
- (en) "In Musharraf’s Shadow, a New Hope for Pakistan Rises", David Rohde et Carlotta Gall, New York Times, 7 janvier 2008